# Dag Christophersen
Dag Petter Christophersen (11 luglio 1959) è un ex calciatore norvegese, di ruolo centrocampista.

## Carriera
Christophersen ha vestito la maglia del Viking dal 1976 al 1978. È poi passato all'Haugar, dove ha fatto parte della squadra che ha raggiunto la finale del Norgesmesterskapet 1979, per poi arrendersi al Viking col punteggio di 2-1.
In virtù di questo risultato, l'Haugar ha partecipato alla Coppa delle Coppe 1980-1981, per via della contemporanea vittoria del campionato 1979 da parte del Viking. Vikanes ha giocato la prima partita in questa manifestazione in data 16 settembre 1980, venendo schierato titolare nel pareggio per 1-1 maturato sul campo del Sion.
Successivamente, Christophersen è passato al Djerv 1919. Nel 1986 ha fatto ritorno al Viking. È poi tornato all'Haugar.